# Eresus albopictus
Eresus albopictus är en spindelart som beskrevs av Simon 1873. Eresus albopictus ingår i släktet Eresus och familjen sammetsspindlar. Inga underarter finns listade i Catalogue of Life.